# Eilema griveaudiana
Eilema griveaudiana là một loài bướm đêm thuộc phân họ Arctiinae, họ Erebidae.